# 大齋首日
大齋首日，又名聖灰禮儀日、聖灰星期三、圣灰日、灰日、蒙灰日，是基督教教會年曆的大齋期（四旬期）之起始日，是許多西方基督教教派的祈禱和齋戒的聖日。它的前一天是懺悔星期二，大齋首日是大齋期的第一天，即復活節前六週的懺悔期。當天教會會舉行塗灰禮，要把去年棕枝主日祝聖過的棕枝燒成灰，在禮儀中塗在教友的額頭上，作為悔改的象徵。
大齋首日是根據復活節的日期前四十天（不計算主日），因此每年的大齋首日的日期都不同。最早可以是二月四日，最遲是三月十日。
天主教會、信義會、摩拉維亞教會、聖公會和合一教會的基督徒，以及一些喀爾文教派（包括某些公禮會、歸正宗和長老會）、浸信會、衛理公會和拿撒勒人會都會慶祝聖灰星期三。

## 歷史
在教父時代的基督教有以在頭上灑灰燼以表示悔過的傳統，而此一傳統在天主教會後來就與復活節的整個紀念儀式產生結合，形成了今日的聖灰星期三。最後教宗烏爾巴諾二世於1091年將之定為給予全體信徒的儀式。
除了天主教會，在聖公宗也有保留此儀式。部分信義宗則是在二十世紀後恢復使用此儀式的傳統。此外也可能見於其他新教的教會中。 
在今日一些非天主教傳統的國家，由於沒有對應這些節日休假。因此也會在聖灰禮儀日後的首個主日額外進行一場聖灰儀式。

## 歷年聖灰星期三之日期
- 1980年 - 2月20日
- 1981年 - 3月4日
- 1982年 - 2月24日
- 1983年 - 2月16日
- 1984年 - 3月7日
- 1985年 - 2月20日
- 1986年 - 2月12日
- 1987年 - 3月4日
- 1988年 - 2月17日
- 1989年 - 2月8日
- 1990年 - 2月28日
- 1991年 - 2月13日
- 1992年 - 3月4日
- 1993年 - 2月24日
- 1994年 - 2月9日
- 1995年 - 3月1日
- 1996年 - 2月21日
- 1997年 - 2月12日
- 1998年 - 2月25日
- 1999年 - 2月17日
- 2000年 - 3月8日
- 2001年 - 2月28日
- 2002年 - 2月13日
- 2003年 - 3月5日
- 2004年 - 2月25日
- 2005年 - 2月9日
- 2006年 - 3月1日
- 2007年 - 2月21日
- 2008年 - 2月6日
- 2009年 - 2月25日
- 2010年 - 2月17日
- 2011年 - 3月9日
- 2012年 - 2月22日
- 2013年 - 2月13日
- 2014年 - 3月5日
- 2015年 - 2月18日
- 2016年 - 2月10日
- 2017年 - 3月1日
- 2018年 - 2月14日
- 2019年 - 3月6日
- 2020年 - 2月26日
- 2021年 - 2月17日
- 2022年 - 3月2日
- 2023年 - 2月22日
- 2024年 - 2月14日
- 2025年-3月5日

### 歷史上之大齋首日
大齋首日最早可以在2月4日(在非閏年時，若復活節在3月22日的話。1598年、1693年及1818年的大齋首日就在這一天。最晚可以在3月10日，曾在1943年出現。自从格里历推行以来，大齋首日都沒有在2月29日出現過，不過到了2096年就會首次出現，之後在第3千年再出現的年份為：2688年、2840年及2992年。

## 參看
- 聖週：大齋期的最後一週。
- 谢肉节：一個在大齋首日前完結的慶祝活動。

## 外部連結
- WELS topical Q&A: Ashes on forehead （页面存档备份，存于）
- 香港天主教聖母無原罪主教座堂：四旬期：聖灰禮儀 （页面存档备份，存于）
- Catholic Encyclopedia: Ash Wednesday （页面存档备份，存于）
- Reflections and history of Ash Wednesday
- An Episcopal Ash Wednesday Service （页面存档备份，存于）
- The Text This Week: （页面存档备份，存于） Ash Wednesday
- Upper Room Ministries: Biblical Significance of Ash Wednesday （页面存档备份，存于）
- Dates of Ash Wednesday from 1583 - 9999 （页面存档备份，存于）